# Обличчя протесту
«Обличчя протесту» — документальний фільм Андрія Шевченка про акцію проесту «Україна без Кучми».
Фільм знятий на гроші фонду «Відродження» за сприяння Інституту «Республіка», який знову ж таки фінансується «Відродженням».
Фільм — лауреат премії «Телетріумф» (2005).

## Сюжет
«Обличчя протесту» триває майже годину і розповідає про перебіг акції «Україна без Кучми» — від перших наметів до квітня 2001 року. Це стандартна документалка на західний кшталт: якісна і захоплююча картинка, емоційний музичний супровід, коротенькі відповідно вирізані коментарі учасників подій. Як і має бути, жодної оцінки подій чи пропаганди — тільки документальні кадри і пряма мова учасників. Серед цих героїв, які водночас виступають коментаторами — Юрій Луценко, Володимир Чемерис, Тетяна Чорновіл, полковник міліції Олександр Савченко, учасники демонстрацій і акцій протесту, бійці «Беркуту».

## Відгуки
На думку кінокритика Олексія Радинського,
| Доля фільму Андрія Шевченка «Обличчя протесту», включеного в документальну програму, ілюструє порушення прав людини в Україні не гірше, ніж його зміст. Адже зразу ж після створення він фактично виявився «на полиці», так і не дійшовши до телеглядачів. «Обличчя протесту» є першим українським фільмом, що намагається об'єктивно та неупереджено розповісти про масове безладдя під час акції «Україна без Кучми» в 2000—2002 роках. В „Обличчя протесту» немає ніякої крамоли, ніякої політичної заангажованості. Але ж об'єктивний показ подій лякає тих, хто тримає владу у руках, понад усе, так що стрічка навряд чи найближчим часом потрапить на телеекрани”. |